# Bistra (okręg Marmarosz)
Bistra (ukr. Бистрий, Bystryj) – wieś w Rumunii, w okręgu Marmarosz, w gminie Bistra. W 2011 roku liczyła 1017 mieszkańców.